# 中華・新達
新達 （英: Leadca）は台湾の中華汽車が開発し、2013年から製造・販売していた商用トラックである。

## 概要
中華汽車は、 新しい自動車排ガス規制を満たす100万台湾ドル以下で購入できる車両総重量3.5トン商用車市場を開拓するため、2013年10月30日に中華・新達を発売した。
新達の部品は江鈴汽車の小型トラック凱運からCKD部品として輸入された。ヘッドライト、ラジエーターグリル、会社のロゴ等が変更されている。また、米国カミンズ社製の2.8L直列4気筒ディーゼルターボエンジンと、ドイツZF社製の5速マニュアルトランスミッションを搭載している。排気ガス中の窒素酸化物を削減するため、尿素システムを搭載している。
CDステレオ、エアコン、デュアルパワーウィンドウなどが標準装備される。 前後輪サスペンションはリーフスプリングを採用している。

## 歴史
2013年10月30日
販売開始。
2016年11月6日
マイナーチェンジ。フロントディスクブレーキが採用され、ABSとEBDが装備された。
2020年
市場での評判が悪かったため、販売終了となった。